# Upemba nationalpark
Upemba nationalpark (franska: parc national de l'Upemba) är en nationalpark i Kongo-Kinshasa. Den ligger längs gränsen mellan provinserna Haut-Lomami och Haut-Katanga, med en mindre del i Lualaba, i den södra delen av landet, 1 400 km öster om huvudstaden Kinshasa.